# Zhangbei
Zhangbei (张北县,  Zhāngběi Xiàn) ist ein Kreis der bezirksfreien Stadt Zhangjiakou in der chinesischen Provinz Hebei. Er hat eine Fläche von 4.195 Quadratkilometern und zählt 318.669 Einwohner (Stand: Zensus 2010). Sein Hauptort ist die gleichnamige Großgemeinde Zhangbei 张北镇.
Die Stätte der 1307 errichteten Mittleren Hauptstadt der Yuan-Dynastie der mongolischen Kaiser (Yuan zhongdu yizhi 元中都遗址) steht seit 2001 auf der Liste der Denkmäler der Volksrepublik China (5-7).